# São Gabriel (Rio Grande do Sul)
São Gabriel ist eine historisch bedeutsame Stadt mit 62.061 Einwohnern (Stand: 2018) im Bundesstaat Rio Grande do Sul im Süden Brasiliens.

## Geografie
Die Stadt liegt etwa 320 km westlich von Porto Alegre. Benachbart sind die Orte Rosário do Sul, Santa Margarida do Sul, Vila Nova do Sul, Cacequi, Lavras do Sul, Dilermando de Aguiar,  Dom Pedrito, São Sepé und Santa Maria. 

## Söhne und Töchter der Stadt
- Gastão Paranhos do Rio Branco (1888–1961), Diplomat
- Cesar Victora (* 1952), Epidemiologe